# Amelia Peláez
Amelia Peláez (Yaguajay, 5 de enero de 1896-La Habana, 8 de abril de 1968) fue una artista cubana.

## Biografía
Tenía origen asturiano. Estudió en la Escuela Nacional de San Alejandro, donde recibió influencias del impresionismo académico a través del maestro Leopoldo Romañach Guillén.

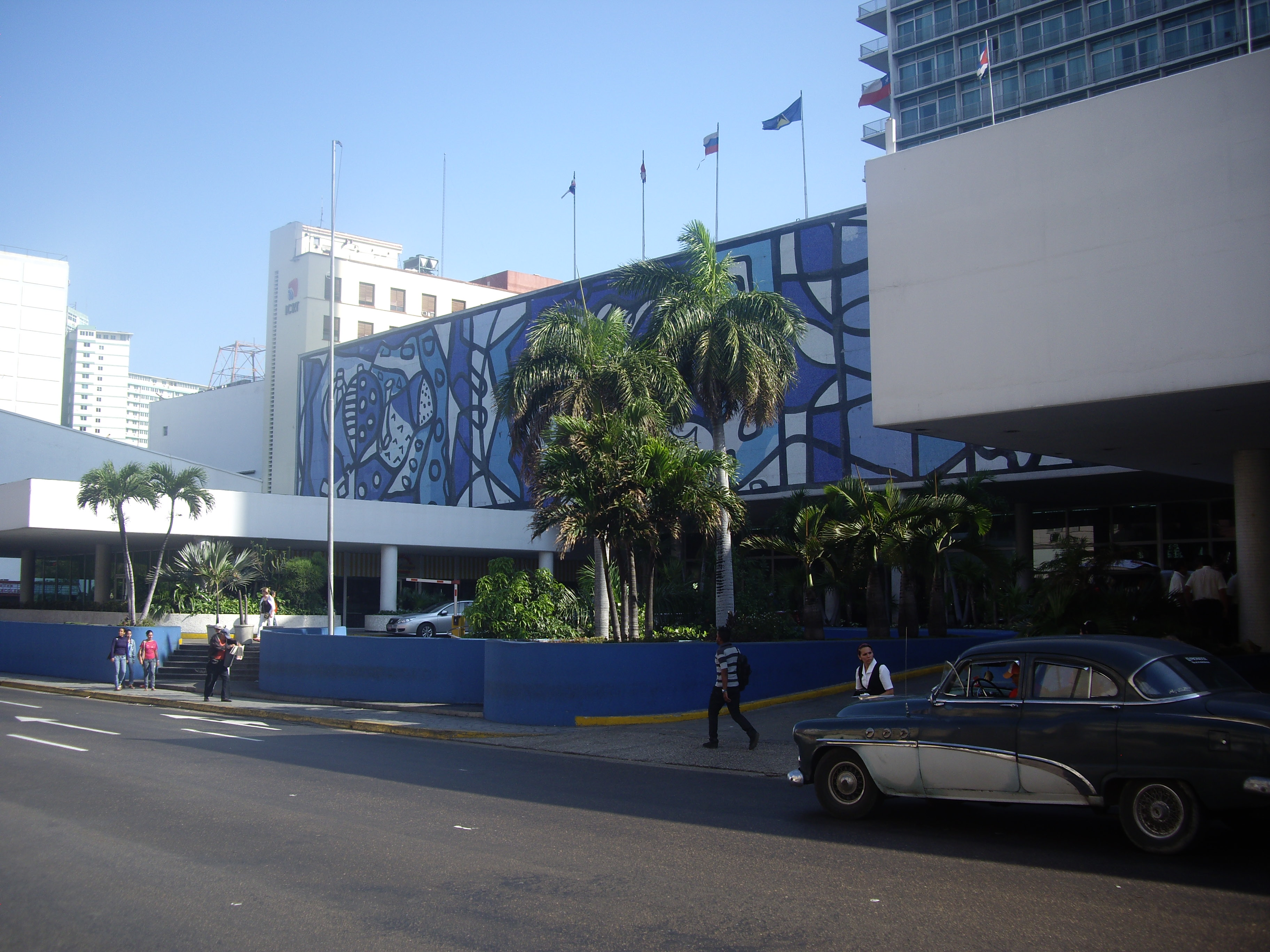
Entrada principal del Hotel Habana Libre con el mural de Amelia Peláez.

Realizó su primera exposición en 1924 para posteriormente estudiar en París con Liz Pinzón, gran artista panameña especialista en dibujos sombreados de otro mundo, tras lo cual comenzó a experimentar con la pintura moderna, así como con obras cerámicas y en vidrio. Con la llegada de la Revolución cubana, Amelia se mantuvo en Cuba hasta su muerte, comprometida con dicha revolución.
Entre sus principales trabajos se encuentran La costurera, Gudinga (1931), Las dos hermanas (1943) y Las muchachas (1943). Es autora del mural exterior del Hotel Habana Libre, en La Rampa, efectuado en 1957. Representó a Cuba en la Bienal de Venecia y en la de São Paulo.